# Convent dels Caputxins de Sabadell
El Convent dels Caputxins de Sabadell fou un edifici de Sabadell ubicat a l'espai que actualment ocupa la plaça de les Dones del Tèxtil, abans anomenada plaça de l'Alcalde Marcet.

## Història
Després d'algun intent previ, la comunitat de frares caputxins es van establir a Sabadell el 1645, quan van tenir el permís corresponent del Consell de la Vila i van adquirir un terrenys del camí de la Salut. Van construir-hi un convent i s'hi van establir definitivament el 1653. Durant el segle xix la comunitat tenia més de dotze monjos, però el 1835 van haver d'abandonar el convent arran de la desamortització de Mendizábal. Poc després l'edifici seria assaltat i cremat, segons certificació del 30 de juliol de la Reial Sala del Crim del partit de Terrassa.
Més endavant es van reaprofitar les instal·lacions per traslladar-hi el 1854 l'Hospital de la Mare de Déu de la Salut. L'Ajuntament va demanar a l'Orde de les Carmelites que es fessin càrrec de l'edifici i de la gestió de l'hospital, i que hi afegissin una escola gratuïta. Es va inaugurar ja com a Casa de la Beneficència el 25 de març de 1854, amb quatre germanes terciàries provinents de les Carmelites de Vic.
L'edifici seria enderrocat el 1969 per bastir-hi la plaça que hi ha actualment.